# Hans-Peter Archner
Hans-Peter Archner (* 1954) ist ein deutscher Journalist und ehemaliger Hörfunkredakteur.
Archner wuchs in Künzelsau auf und legte dort 1973 das Abitur ab. An der Universität Stuttgart studierte er Germanistik, Geschichte und Politikwissenschaften. 1977 begann er als freier Mitarbeiter beim Süddeutschen Rundfunk (SDR). Nach seiner Festanstellung 1981 war er von 1988 bis 1998 Wortchef von SDR 3. Er war zudem 1997 Initiator, Co-Autor und Sprecher der Comedyreihe Schwäbisch für Fischköpp des NDR 2, die ebenfalls bei SDR 3 ausgestrahlt wurde. Von 1998 bis 2004 war er Wellenchef von SWR1 Baden-Württemberg. Er publizierte für die Sendung Pfundskur des SWR1 verschiedene Kochbücher. Seit 2004 war Archner beim SWR stellvertretender Landessenderdirektor Baden-Württemberg und verantwortet den Bereich Land und Leute im SWR Fernsehen in Stuttgart. Im August 2017 hat er sich in den Ruhestand verabschiedet. 